# Церква Святого Івана Богослова (Бориславка)
Церква Святого Івана Богослова в Бориславці — втрачена культова споруда, дерев'яний греко-католицький храм у колишньому селі Бориславка Перемишльського повіту Львівського воєводства (нині гміна Фредрополь, Перемишльський повіт, Підкарпатське воєводство, Польща).

## Історія
У 1510 році вперше згадується парафіяльна церква.
Крайня збудована 1750 року. До 1847 року парафія і храм були самостійними, а з 1840 року стали дочірніми церкви с. Посади Риботицької.
Кількість парафіян: 1840 — 569, 1879 — 540, 1926 — 745, 1859 — 538, 1899 — 660, 1938 — 785.
Храм зруйнований після виселення українців з Бориславки.
Нині від нього залишився лише залізний хрест, що увінчував храм. На церковному цвинтарі збереглося кілька надгробків.

## Парохи
- вакантна посада ([1831—1835])[7]
- о. Михайло Гринда (1836—1838)[7]
- вакантна посада ([1838—1842])[7]
- о. Михайло Гринда (1842—1844)[7]
- о. Михайло Созанський (1844—1845)[7]
- о. Іван Должицький (1845—1847)[7]
- о. Анун Білинський (1886-1908+)[2]
- о. Михайло Артемович (1904—1908, асистент)[2]
- о. Михайло Карп'як (1908—1909, адміністратор)[2]
- о. Мирослав Лисяк (1909—1920)[2]
- о. Михайло Тимчишин (1920—1927)[2]
- о. Микола Сцепанський (1927—1934)[2]
- о. Семен Тимчук (1935—1936, адміністратор)[2]
- о. Павло Павліс (1936—[1939])[2]

## Галерея

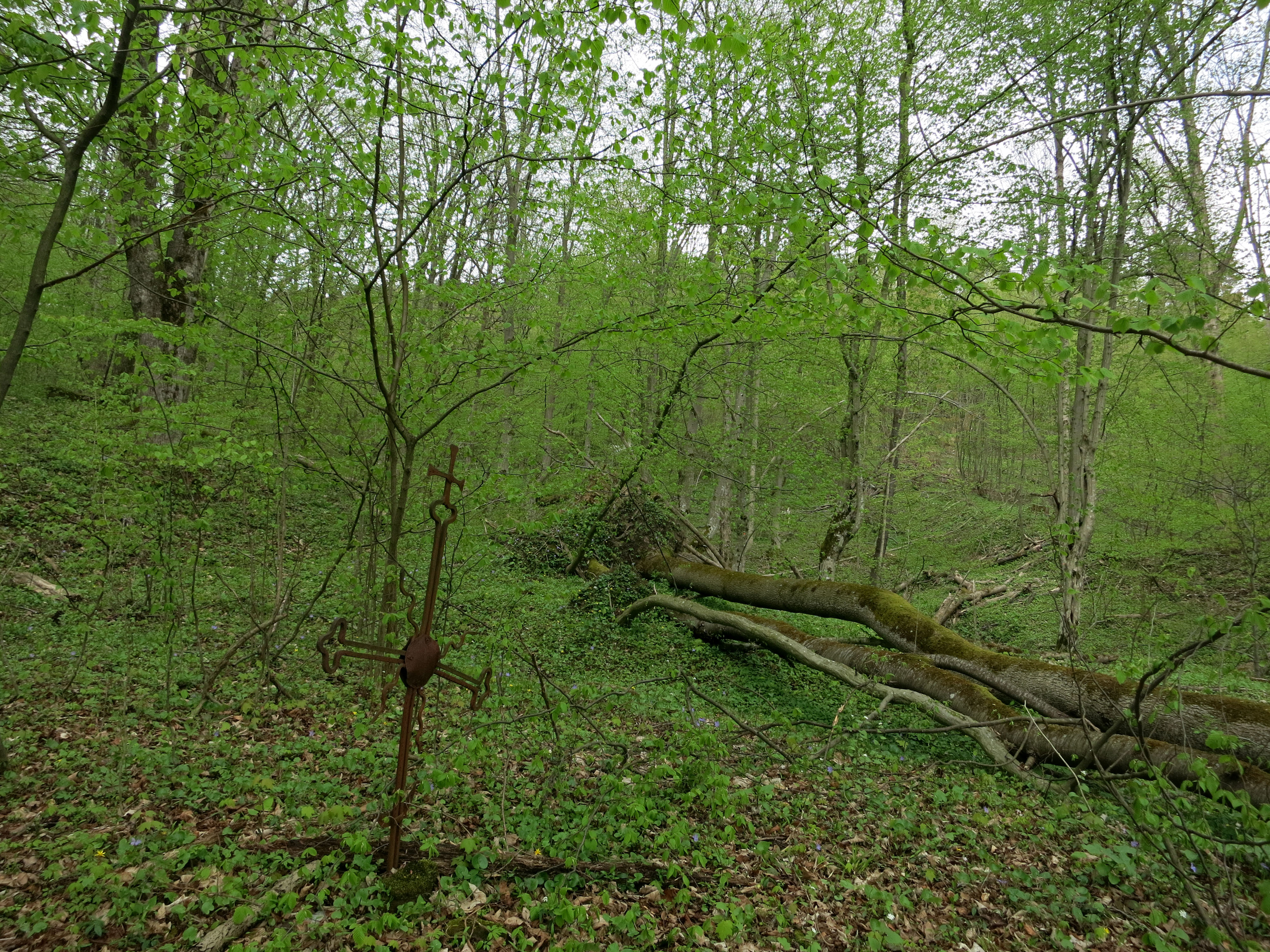
Хрест, що увінчував дерев'яну церкву
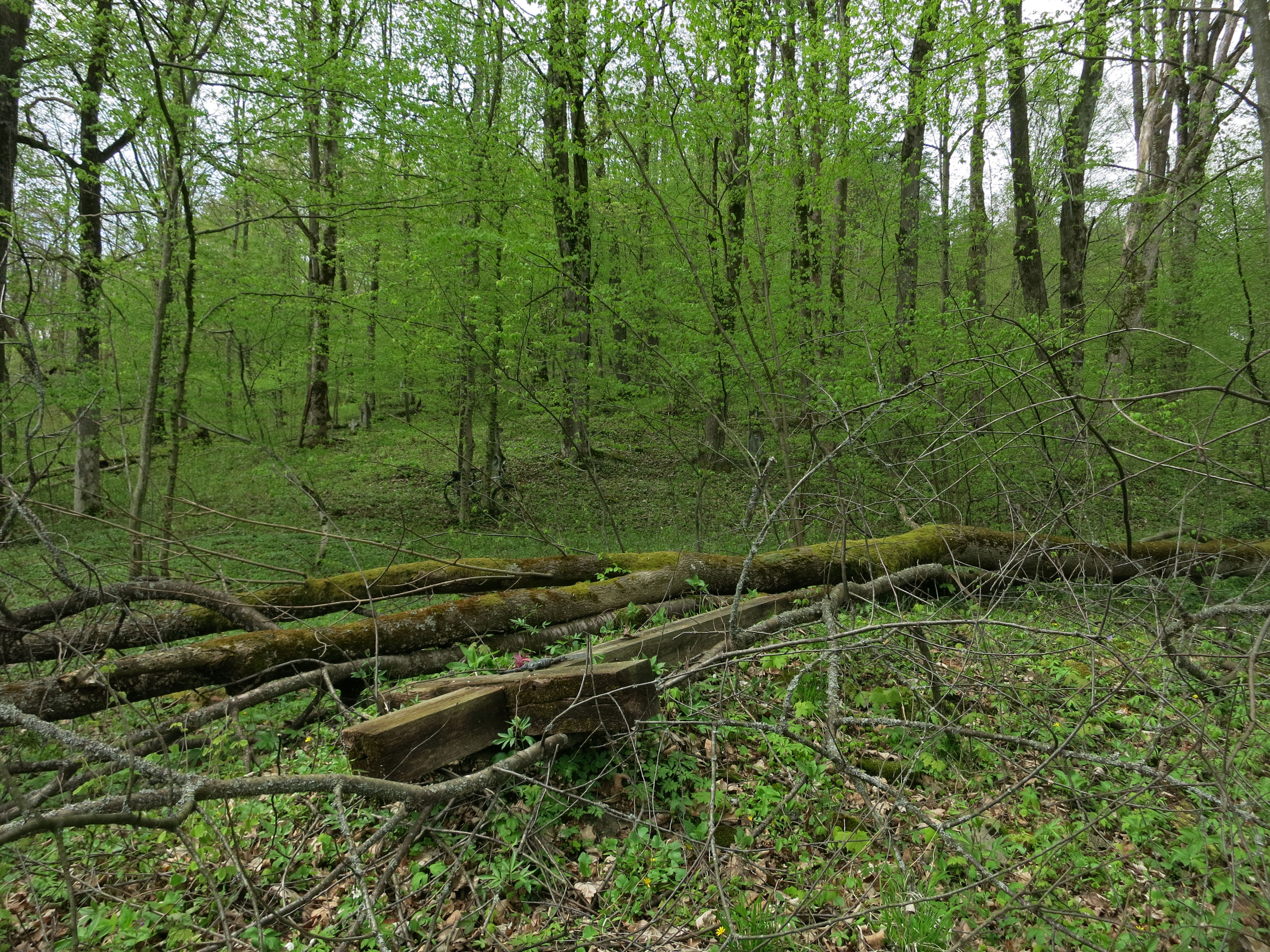
Церквисько на греко-католицькому кладовищі
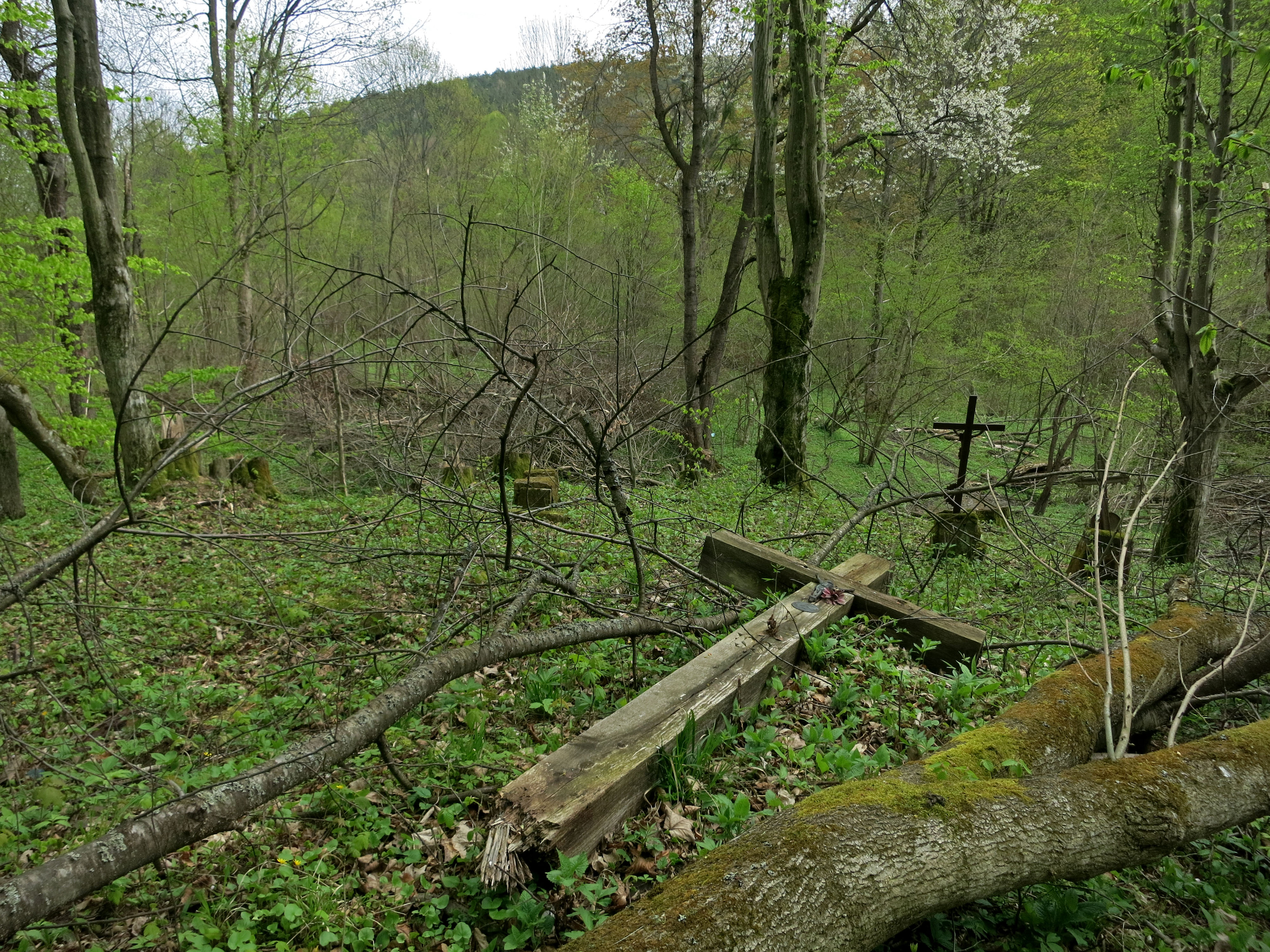
Хрест на греко-католицькому цвинтарі
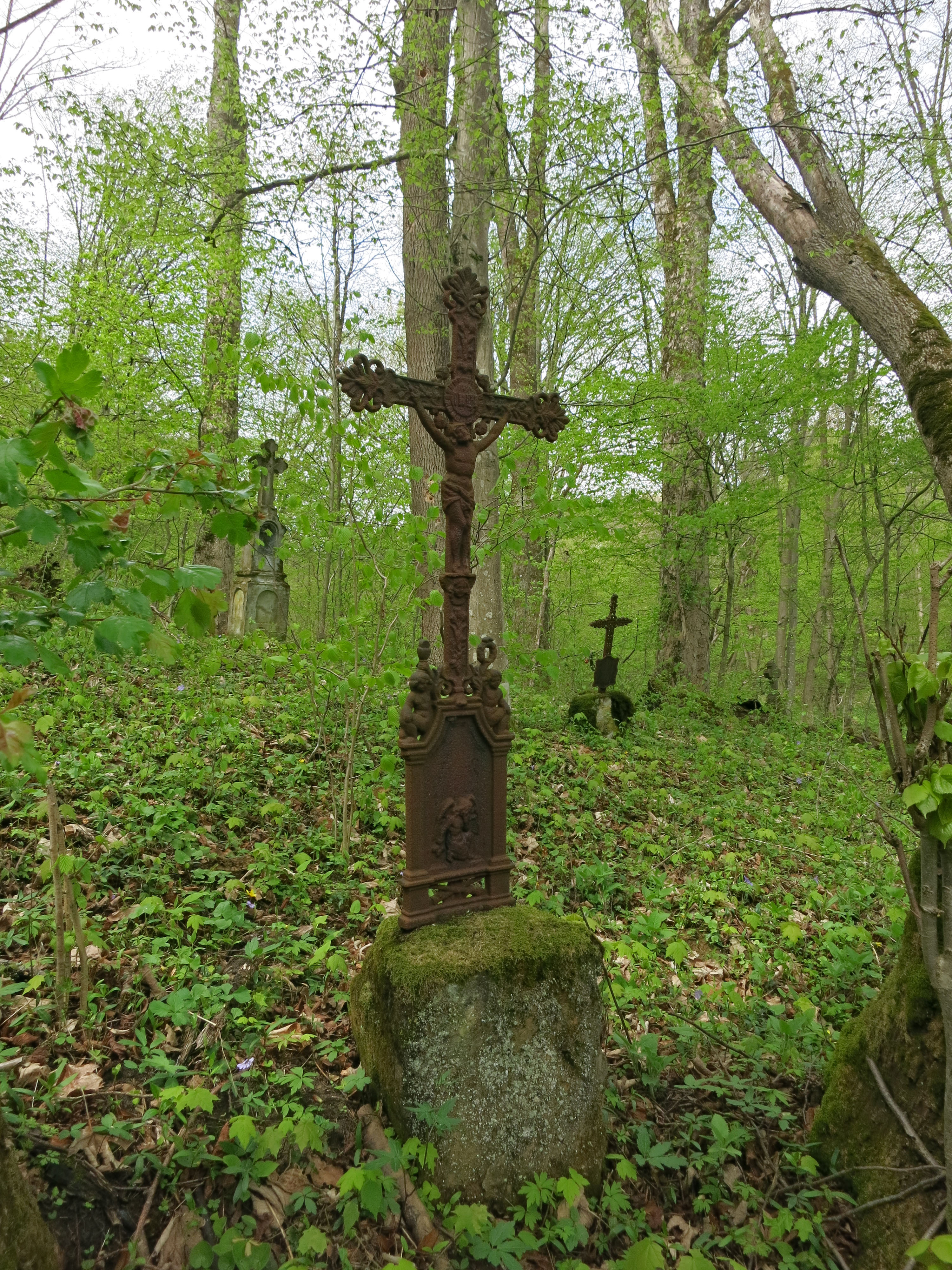
Надгробок на греко-католицькому цвинтарі